# Limarra
Limarra, pseudonimo di Piero Pizzo (Ragusa, 20 maggio 1986), è un cantautore, polistrumentista e produttore italiano, cresciuto in una Sicilia fatta di melodie bandistiche e ritmi mediterranei. Già front della band ragusana Baciamolemani (BLM) dal 2006, è Limarra nel suo progetto solista dal 2023. Limarra in dialetto ragusano significa “fango”, e lui come un demiurgo mescola sonorità tipiche della musica tradizionale a quelle della musica elettronica contemporanea, funk a sonorità world music. Nel 2023 il suo primo album da solista “Riconoscersi” viene prodotto da Cesare Mac Petricich (storico chitarrista dei Negrita). Nel 2024 dalla collaborazione con il produttore artistico Tony Canto nasce il secondo album “Cosa Resterà”. 
“Una musica che racconta storie di vita, tra suoni che parlano di Sicilia e del mondo”.

## Biografia
Limarra, pseudonimo di Piero Pizzo, nasce a Ragusa. Sin da adolescente coltiva la sua vena polistrumentista, approcciandosi al piano e alla chitarra, affascinato dal folklore tipicamente siciliano.
I BLM
Nel 2006 diventa la voce e chitarra dei Baciamolemani (BLM), band originata da membri del collettivo folk ragusano Underhouse e influenzato dalle bande di paese e dalla musica tradizionale siciliana. Con i BLM realizza tre album: Ballacazziz (2007), L’Albero delle Seppie (Kasba Music, 2012), CardioTonic (La Corriera Produzioni, 2017). 
Più di 100 concerti in Italia, Spagna, Francia, Olanda e Belgio.
I BLM hanno condiviso il palco tra gli altri con Africa Unite (Giovinazzo Rock, 2008), Roy Paci & Aretuska (Musica per Emergency, 2017), Meganoidi (One Day Music, 2012), The Lumineers (Liberation Day, Groningen, 2016), Umberto Tozzi (Passione Italiana, Madrid 2019). Hanno calcato importanti palchi di festivals internazionali come il Polè Polè (Gent, Belgio 2011, 2013, 2019), lo Zwarte Cross (Paesi Bassi, 2015). Tra i palchi più prestigiosi la Sala Paradiso (Amsterdam, 2015).
I BLM si distinguono per una world music radicata nella tradizione siciliana, reinterpretata attraverso ska, reggae, folk e contaminazioni elettroniche: un suono energico, coreografico, capace di evocare atmosfere mediterranee e internazionali. La loro forza sta nella capacità di coinvolgere il pubblico live, mescolando musica di strada, improvvisazione, strumenti giocattolo (come ukulele e organetto) e movimenti ritmici interattivi, portando l’esperienza della piazza nei grandi festival europei.

## Carriera

### Primo album: Riconoscersi (2023)
Nel 2023 sotto lo pseudonimo Limarra (“fango” in dialetto ragusano) realizza il suo primo album  da solista “Riconoscersi” prodotto da Cesare Mac Petricich, storico chitarrista dei Negrita. 
Racconta 8 storie di vita mescolando sonorità tipiche della musica tradizionale a quelle della musica elettronica contemporanea, ispirato dall’alternative country, dai tratti un po’ mariachi un po’ psichedelici e ipnotici, vicino ai Calexico e ai salentini Kalàscima.

### Secondo album: Cosa Resterà (2024)
Nel 2024 inizia la collaborazione con il produttore artistico Tony Canto, con il quale produce il secondo album “Cosa Resterà”. Stavolta più funk, schiaccia l’occhio a sonorità tipiche della world music, e racconta in 9 brani la quotidianità dell'artista alle prese col tempo che passa. Spiccano la cover "Povera Patria" di F. Battiato, condita dall’ assolo di Xaphoon inciso dal celebre flautista Fabio Sodano, e il feat. su “È Terribile” di Shebab Lou Bandy, astro nascente del rap siciliano.

## Discografia

### Album in studio
- 2023 – Riconoscersi
- 2024 – Cosa Resterà